# Need for Speed: Most Wanted (2012)
Need for Speed: Most Wanted (с англ. — «Жажда скорости: Самый разыскиваемый») — компьютерная игра серии Need for Speed в жанре аркадных автогонок, разработанная британской студией Criterion Games и изданная компанией Electronic Arts для игровых консолей, персональных компьютеров и мобильных устройств в 2012 году. В следующем году состоялся выпуск для игровой приставки Wii U под названием Need for Speed: Most Wanted U. Игра 2012 года является перезапуском Need for Speed: Most Wanted 2005 года.
Need for Speed: Most Wanted сочетает уличные гонки и полицейские преследования. Действие происходит в городе Fairhaven. Главная особенность игры — возможность находить автомобили в городе, подъезжая к их точкам смены. Игрок может проходить гоночные соревнования и играть по сети с помощью функции Autolog. В Need for Speed: Most Wanted реализованы широкие возможности сетевой игры, магазин, чат и возможность соревноваться с другими игроками за звание лидера в списке Most Wanted.
Разработка Need for Speed: Most Wanted велась с 2011 года компанией Criterion Games после отстранения студии EA Black Box. Она стала первой игрой серии, вышедшей на игровых системах восьмого поколения, и в ходе создания были значительно улучшены сетевые возможности. После выхода Need for Speed: Most Wanted получила положительные отзывы от критиков. Из достоинств игры отмечались графика, открытый мир и интересная многопользовательская игра, однако одиночный режим подвергся серьёзной критике.

## Игровой процесс

Гонка в режиме «Спринт»

Игрок может свободно разъезжать по городу c названием Фэйрхевен, представляющий собой как широкие городские улицы и парки, так и промышленные центры и скоростные магистрали с живописными пейзажами. В игре отсутствуют строгие правила; игрок может произвольно выбирать гонки для участия. За выигрыш в гонке игрок получает определённые улучшения для машины, а также очки Speed Points (SP), необходимые для прохождения игры и гонок с машинами Most Wanted. В городе игрок может сбивать рекламные щиты, ворота и проезжать перед фоторадарами, а также отрываться от полиции, за что также получает SP. По городу можно найти новые автомобили и гонки. Чтобы подниматься вверх по списку подозреваемых гонщиков нелегалов, надо зарабатывать SP, уходя от погонь или выигрывая гонки. После прохождения гонки игроку надо догнать и разбить автомобиль гонщика из списка в городе. Как только это будет сделано, машина будет получена. Все автомобили из списка первоначально окрашены в белый цвет. Также в игре можно выполнять различные задания, одинаковые для каждых автомобилей, такие как ехать по встречной полосе определённое время, провести определённое время в воздухе и так далее. За выполнение этих заданий тоже даются очки SP. Благодаря Autolog игроки смогут соревноваться со своими друзьями по пути к лидерству в списке Most Wanted.
Если игрок превышает скорость и совершает столкновения с патрульными машинами, игра переходит в режим погони. Во время погони невозможно начать гонку, но можно сменить автомобиль. При совершении столкновений и беспорядка на дороге, будет повышаться статус погони (всего их шесть). Чем выше статус погони, тем более сильные отряды полицейских будут преследовать игрока. Полиция может ставить заграждения из полицейских машин. В заграждениях могут быть установлены шипы, при наезде на которые автомобиль игрока лишается покрышек, вследствие чего ухудшается управление и разгон автомобиля. Также шипы могут сбрасывать полицейские машины на высоких статусах погони. Против шипов лучше использовать восстанавливающиеся шины. Столкновений с такими полицейскими автомобилями, как внедорожники и броневики, лучше избегать, так как это в большинстве случаев заканчивается авариями. Если полиция потеряет игрока, статус погони будет понижаться. В это время полицейские патрули, которые видны на карте, будут искать игрока. Если игрок не будет попадаться полиции на глаза, он успешно скроется от полиции. Если же во время погони автомобиль игрока остановится, а рядом будет полиция, внизу появится индикатор ареста. Если он заполнится, игрок будет задержан и вернётся на последнюю точку смены авто.
Всего в игре присутствует четыре вида гонок. Чтобы участвовать в гонке, необходимо подъехать к её обозначению и зажать газ и тормоз. Для каждого автомобиля существует семь различных гонок. «Кольцевой заезд» — гонки по условно замкнутой трассе, цель в которых — первым завершить последний круг. «Спринт» — гонки из точки A в точку B, цель в которых — первым пересечь финишную черту. Цель заезда «Разбег» — показать наивысшую среднюю скорость во время движения по заданному маршруту. Цель вида «Засада» — скрыться от полиции за определённое время. Всего в игре 64 автомобиля (43 основных, остальные из разных DLC). Впервые со времён Need for Speed: Underground 2 в Need for Speed: Most Wanted вновь появились внедорожники. Эта игра также является первой в серии, в которой представлен российский суперкар — Marussia B2. Большинство автомобилей открыты сразу, но игрок должен найти их в городе. Как только автомобиль будет найден, его можно забрать. Автомобили из разных DLC открыты сразу. У каждой машины существует по три точки смены в городе. Для того, чтобы получить доступ к некоторым автомобилям, нужно проходить список Most Wanted.
Основные элементы сетевой игры — постоянно идущее состязание, в котором игрок набирает очки, игры в группе, различные режимы, проработанная система рейтингов и огромное количество наград и улучшений. В игре нет экранов фойе. В перерывах между состязаниями игроки могут делать всё что угодно. Подключившись к Autolog игрок может разъезжать по городу в лобби сетевой игры. Смысл тот же, что и в обычной игре, но здесь нет полиции, гонок, точек смены авто и возможности перекраситься, заехав в мастерскую. Игрок открывает расцветки и тюнинг за прохождение заданий, таких как несколько побед подряд на этой машине, выбивание других гонщиков и так далее. В лобби игрок может кататься с друзьями и играть SpeedList (серия пяти идущих подряд гонок и испытаний, созданных игроком), а в открытой игре со случайными игроками, чей SpeedList будут играть, всё выбирается случайно. В сетевой игре есть 5 способов выделиться: Номерной знак, Угон машин соперников, Безрассудная езда, Выбивание соперника, Способности «Прыжок» (Разноцветные следы от дрифта и дым в прыжке только в DLC Terminal Velocity).

## Разработка и выход игры
О разработке ещё одной игры в серии Need for Speed стало известно в ноябре 2011 года, когда Criterion Games опубликовала объявление о «поиске талантливых художников для работы над игрой номер один в мире в жанре аркадных гонок». По данным объявления, игроков ожидают «развлекательные, неотразимые внутриигровые кино-вставки», а также «интенсивные автомобильные гонки, ужасающие прыжки, безумные аварии и эпические погони». Ранее в том же году из другого описания вакансии стало известно, что ведётся разработка игры с «правдоподобным, подходящим для открытых миров ИИ для автогонщиков»
11 января 2012 года ретейлер GAME заявил, что EA планирует выпустить новую игру серии Need for Speed в течение 2012 года. 23 января креативный директор Criterion Games, Крейг Салливан заявил в Twitter, что студия в Гилфорде «очень много расскажет в ближайшие месяцы». Салливан не указал каких-либо подробностей. 8 апреля в южноафриканском интернет-магазине BTGames начался предзаказ нескольких игр, в том числе, NFS: Most Wanted 2012. 7 мая EA подтвердили, что не объявленный на тот момент NFS: Most Wanted 2012 будет выпущен в 3-м финансовом квартале 2012 года (в период октябрь-декабрь). 25 мая на TwitchTV было подтверждено, что NFS: Most Wanted 2012 появится на выставке E3 2012.
Игра была представлена на выставке E3 2012 4 июня. Было продемонстрировано несколько игровых режимов: гонки по городу без точного маршрута (можно «срезать» углы и всячески мешать соперникам); прыжки с трамплинов с целью улететь дальше всех; гонки с целью набрать максимальную скорость, проезжая мимо камеры наблюдения. Criterion Games объявила о том, что игра выйдет 30 октября 2012 в США.

«Criterion дает Need for Speed: Most Wanted новый толчок. У нас есть все, что необходимо, для создания отличной гонки. Мы исследовали все факторы погони, и обогатили свои знания о гоночных заездах. Most Wanted даст вам совершенно новый гоночный опыт, а открытый мир удивит полной свободой действий. Вы будете исследовать мир в одиночку или будете путешествовать и соревноваться с друзьями при помощи Autolog, выбор за вами».
Мэтт Вебстер, исполнительный продюсер Criterion Games

Most Wanted 2012 года основана на игровом движке RenderWare. Улучшенная версия RenderWare, используемая в игре, известна под названием «Chameleon». Одной из особенностей игры на Xbox 360 стала поддержка сенсора Kinect. Разработчики планируют в первую очередь использовать голосовые возможности устройства — для модернизации машины теперь будет достаточно просто назвать нужный модуль, чтобы он был установлен на болид в любой удобный момент, не заходя в «гаражи» и прочие специальные меню.
Релиз игры состоялся 30 октября в США и 1 ноября — в России. Игра была выпущена в стандартном и ограниченном издании (Limited Edition). В Limited Edition входят многие бонусы: двойное количество Speed Points в течение 4 часов многопользовательской игры, модели Maserati GranTurismo MC Stradale и Porsche 911 Carrera S (991) в уникальной окраске Satin Black, а также многие улучшения для автомобилей. Need for Speed: Most Wanted Limited Edition распространяется в цифровом виде — только по предзаказу (более недоступно), а также на дисках — и до, и после выхода.
18 января 2013 года стало известно о намерениях ЕА выпустить игру на консоли Wii U. Игра вышла 21 марта под названием Need for Speed: Most Wanted U и содержит специальный кооперативный режим, использующий уникальный контроллер приставки. Также в этой версии игры уже сразу включены дополнительные машины, которых нет в других версиях изначально и покупаются отдельно как DLC. По версии сайта eurogamer.net порт игры Need for Speed: Most Wanted на Wii U получился с самой лучшей графикой и побеждает порты на всех других платформах в плане текстур и освещения.

## Оценки и мнения

### Предварительный выпуск
Need for Speed: Most Wanted была хорошо встречена критиками на E3 2012 и была удостоена награды «Лучшая гоночная игра», а также номинации «Лучшая многопользовательская онлайн-игра» от Game Critics Awards. Обзорщики, имевшие ранний доступ к Need for Speed: Most Wanted, назвали игру духовным преемником Burnout Paradise от Criterion, а не оригинальной Most Wanted 2005 года, сославшись на схожую игровую механику.

### После выпуска
| Сводный рейтинг       | Сводный рейтинг                                                                        |
| Агрегатор             | Оценка                                                                                 |
| --------------------- | -------------------------------------------------------------------------------------- |
| GameRankings          | (Wii U) 86,46 % (PS3) 85,09 % (Vita) 83,44 % (X360) 83,05 % (PC) 81,50 % (iOS) 85,62 % |
| Metacritic            | (Wii U) 86/100 (PS3) 84/100 (X360) 84/100 (Vita) 79/100 (PC) 78/100                    |
| Иноязычные издания    |                                                                                        |
| Издание               | Оценка                                                                                 |
| Eurogamer             | 8/10                                                                                   |
| GameSpot              | 7,5/10                                                                                 |
| IGN                   | 9/10                                                                                   |
| Русскоязычные издания |                                                                                        |
| Издание               | Оценка                                                                                 |
| Absolute Games        | 65 %                                                                                   |
| PlayGround.ru         | 7,1/10                                                                                 |
| «Страна игр»          | 7,5/10                                                                                 |